# مایتی مو
مایتی مو (انگلیسی: Mighty Mo؛ زادهٔ ۸ اکتبر ۱۹۷۰) ورزشکار هنرهای رزمی ترکیبی و بوکسور اهل ایالات متحده آمریکا است.